# Mumio
Mumio (poznatiji pod nazivom planinska krv ili planinske suze) predstavlja specifičnu vrstu smolaste mase nastale postepenom fosilizacijom pčelinjeg meda.

## Istorija
Pre više hiljada godina, pčele koje su imale stanište u stenama i pećinama gradile su svoja društva na mestima koja životinjama i čoveku nisu bila na dohvat ruke. Vremenom je dolazilo do fosilizacije meda, voska i matičnog mleča. Tako je nastao mumio. Za sada je to jedina realna pretpostavka naučnika, jer mesta na kome se nalazi i sastojci koje sadrži mumio ukazuju na takvo poreklo. Postoje razne vrste mumia čija klasifikacija zavisi od mesta nastanka. U stara vremena, mumio se koristio za lečenje najrazličitijih bolesti. Pominju ga još i Aristotel, Avicena, Biruni, Arazi i mnogi drugi mislioci i lekari koje istorija pamti. Ovaj produkt primenjuje se u narodnoj medicini od davnina. Nastaje u procepima stena i u pećinama Tibeta, Altaja i Srednje Azije na nadmorskim visinama preko od 2.500 metara. Postoji često lažna tvrdnja da se mumio nalazi samo na Atlajskim planinama. Naprotiv, on je dosta čest na mnogim planinama i vencima, od Rusije do Tibeta. Crne je ili tamno smeđe boje, sa karakterističnim mirisom i ukusom između smole, asfalta i nafte. Sam ukus mumia je gorak, ali ne preterano.

## Struktura
Smolaste je strukture, čvrste konzistencije do nekih 25—30 stepeni, ako je čvrst, bez primesa, ali na višim temperaturama prelazi u tečnu konzistenciju, pravu i lepljivu smolu. Od sirovog mumia se filtracijom dobija čist mumio, smola koja se kao takva pakuje u kutije, prave se tablete i kapsule, ili se razređen dodaje u razne preparate kao što su masti, balsami i tinkture. Razlaže se u vodi. Često alternativci i planinci mumio mešaju sa medom ili rakijom i tako spravljen preparat koriste kao preventivu za jačanje imuniteta.

## Sastav
U sastav ovog produkta ulazi mnogo organskih supstanci i najrazličitijih mikroelemenata. To je viskozna lepljiva masa, koja od toplote ruku postaje mekša, ima smolast specifičan miris, u vodi se rastvara malim talogom. U svom sastavu mumio sadrži 28 hemijskih elemenata, 30 makro i mikro elemenata, a takođe i 10 različitih oksida metala, 6 aminokiselina, niz vitamina — B12, P, B1 i dr, eterična ulja, pčelinji otrov, smolaste supstance od kojih svaka ima sposobnost da utiče na odgovarajuće procese razmene u organizmu i da pojačava regenerativne procese u pojedinim tkivima. Kao protivupalnom antitoksično i sredstvo za opšte jačanje organizma, kao sredstvo za obnavljanje smanjene funkcije perifernih nervnih završetaka ili centara mozga, pozitivno učestvuje u biosintezi ćelije DNK, što dovodi do pojačanog delovanja i povećanja količine ćelija.

## Lekovita svojstva
Lekovita svojstva mumio potvrđena su proučavanjem lekara u nizu ustanova u zemlji. U današnje vreme u trajanju od nekoliko godina nastavlja se proučavanje mumia u Lenjingradskom hemijsko-farmaceutskom institutu, na katedri za farmakologiju i tehnologiju lekova, u Taškentu, Dušanbeu, Samarkandu i drugim gradovima.
Ovo skupo sredstvo koristi se u narodnoj medicini i klinikama u Tadžikistanu, Taškentu i na Kavkazu.
Kod redovnog i pravilnog uzimanja uspeh mumia će uvek biti obezbeđen. U narodnoj medicini mumio veličine zrna pšenice potrebno je uzimati dva puta dnevno.
Kontraindikacija pri uzimanju u umerenim dozama nema, već naprotiv, odbrambeno-zaštitne snage su pozitivne, nestaje osećaj umora, poboljšava se opšte stanje organizma, dobija se i obnavlja potrošena snaga i energija.

## Opis
Specifična težina mumio-a iznosi 2,13. U vodi se u potpunosti rastvara, pri čemu se dobija boja jako skuvanog čaja. Isparivanjem vode sa rastvorom mumia ostaje lepljivi ekstrakt koji gori bez čađi i ostavlja 3,6% pepela. Na vazduhu se zgušnjava i postaje tvrđi, zagrevanjem se smekšava.
Mumio su široko koristili medicinski radnici na Istoku u lečenju nervnih bolesti, srca i krvnih sudova, želudačno-stomačnog trakta, a takođe kod bolesti jetre, slezine, pluća, kod preloma, za stimulisanje zaštitnih regenerativnih procesa u organizmu.
Mumio je netoksičan. Rezultati ispitivanja su potvrdili osnovanost primene mumia u lečenju gnojnoupalnih procesa.
Pri ispitivanju radioaktivnosti mumia dobijeni su rezultati koji su skoro jednaki indeksima fona, tj. njegova radioaktivnost je beznačajna, zato se on može koristiti u medicini. Posebnu vrednost radioaktivnost mumia ima kao regenerator koštanog tkiva. 
Mumio ima široku primenu u Indiji u lečenju astme, tuberkuloze, hroničnog bronhitisa, kamena u mokraćnim putevima, vodene bolesti, dijabetesa, parazitskih oboljenja kože, a i kao antiseptik. Po mišljenju lekara iz Indije mumio je veoma efikasno sredstvo u lečenju dijabetesa. U Burmi mumio pod nazivom cas-Tum (krv iz planine) smatraju za sredstvo koje jača organizam, protiv tuberkuloze, a takođe i za sredstvo koje doprinosi dugovečnosti. 